# Corsa atribasis
Corsa atribasis är en fjärilsart som beskrevs av George Francis Hampson 1926. Corsa atribasis ingår i släktet Corsa och familjen nattflyn. Inga underarter finns listade i Catalogue of Life.